# Bevochtigen

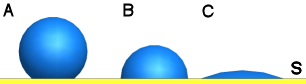
Oppervlaktespanning van verschillende soorten substraten (S): een hydrofoob substraat (A) en een hydrofiel substraat (C).

Bevochtigen (Engels: wetting) is het proces waarbij een (vloei)stof contact maakt met een oppervlak. Hiermee kan de mate van hechting tussen twee materialen worden bepaald door te meting van het vermogen van een vloeistof om te hechten aan een vast oppervlak, als gevolg van intermoleculaire interacties wanneer de twee bij elkaar worden gebracht. Bij het bevochtigen spelen zowel de eigenschappen van de vloeistof, van het oppervlakte-materiaal (het substraat) als van de omgeving (bijv. lucht) een rol.
Het bevochtigen van een oppervlak is belangrijk voor de mate van hechting van verschillende materialen. Bij een hoge oppervlaktespanning zal de vloeistof in een druppelvorm (A) op het substraat (S) (ondergrond) gaan liggen. Het vaste oppervlak is dan waterafstotend (hydrofoob). Is de oppervlaktespanning laag dan zal de vloeistof zich verspreiden (C). De ondergrond neemt dan makkelijker water op, is hydrofiel. Ook kan de oppervlaktespanning van bv water verlaagd worden door toevoeging van zeep.
De oppervlaktespanning van het substraat is eenvoudig te meten door (gedemineraliseerd) water in de vorm van een druppel op het oppervlak te plaatsen. Als de waterdruppel blijft liggen dan is de oppervlaktespanning van het substraat laag (denk aan Teflon). Vloeit de waterdruppel uit dan is de oppervlaktespanning van het substraat hoog. 
Vloeit de waterdruppel uit, dan zal in het algemeen de lijm of lak ook goed aan het oppervlak hechten, dit enigszins afhankelijk van de samenstelling van de lijm of lak.

## Electrowetting
De oppervlaktespanning kan worden veranderd met een elektrisch veld. Dit wordt in het Engels electrowetting genoemd. In Nederland is hier onderzoek naar gedaan door onder andere Philips en de Universiteit Twente. Dit wordt onder meer toegepast in kleine cameralenzen voor bijvoorbeeld smartphones, in de zon leesbare displays, e-books en touchscreens, en energiezuinige, goed leesbare displays voor in de buitenlucht, zoals bushalte informatieborden, reclame- en scoreborden. Tweejaarlijks wordt een internationale Electrowettingconferentie gehouden. Die begonnen in 2000 in Eindhoven en vonden in 2018 plaats in Twente.